# Andy Harris (montañista)
Andy "Harold" Harris (Salisbury, 29 de septiembre de 1964-Everest, 10 de mayo de 1996) fue un montañero neozelandés que falleció en el desastre del Everest de 1996. Harris era uno de los guías de la expedición de Adventure Consultants al Everest en 1996, liderados por Rob Hall. Era la primera vez que Harris intentaba hacer cumbre en el monte Everest, pero su experiencia escalando en Nueva Zelanda hacía de él un montañero calificado para poder guiar.

## Biografía
Al momento de su fallecimiento, a Harris le sobrevivían sus padres Ron y Marry Harris, su hermano mayor David Harris, y su novia, la doctora Fiona McPherson. Harris vivía con McPherson y estaban por construir una casa a las afueras de Queenstown.
Durante los meses de invierno, Harris trabajaba como guía de esquí en helicóptero. En el verano, trabajaba para científicos que realizaban investigaciones arqueológicas en la Antártida, como líder de campo del Programa de Investigación Antártica de Nueva Zelanda (NZARP), de 1987 a 1992, o acompañaba a otros escaladores en los Alpes neozelandeses.
En 1985, Harris escaló el Chobutse (de 6690 m), un pico de alta dificultad que se encuentra cerca del Everest.
En otoño de 1994, ayudó a McPherson en una clínica de Pheriche. El propósito de esta clínica era dar tratamiento a las enfermedades relacionadas con el mal de altura.
El 10 de mayo de 1996, Harris alcanzó la cima del monte Everest, pero falleció mientras descendía.

## Desastre del Everest de 1996
La expedición al Everest de Adventure Consultants de 1996 consistía en 3 guías (Rob Hall, Mike Groom y Andy Harris) y ocho clientes (Frank Fischbeck, Doug Hansen, Stuart Hutchison, Lou Kasischke, Jon Krakauer, Yasuko Namba, John Taske y Beck Weathers).
Antes de siquiera alcanzar el campamento base, Harris sufrió de varios ataques gastrointestinales en el refugio de Lobuche, mientras el equipo se preparaba para ir al campamento base. A pesar de haber recibido la orden de permanecer en Lobuche una noche más, Harris se trasladó al campamento base junto con el resto del equipo, el 8 de abril.
El 8 de mayo, durante uno de los ascensos, Harris fue golpeado en el pecho por un bloque de hielo del tamaño de una televisión pequeña. Aunque se encontraba conmocionado, Harris continuó escalando, sin embargo, más tarde se dio cuenta de que si el bloque lo hubiera golpeado en la cabeza, no habría sobrevivido.
El 10 de mayo, poco después de la medianoche, la expedición de Adventure Consultants comenzó su intento por alcanzar la cumbre desde el campamento IV, en la parte alta del collado Sur.
Aproximadamente a la 1:12 p. m., Harris, Anatoli Bukréyev (de la expedición de Mountain Madness), y Krakauer alcanzaron la cima del Everest. Entonces comenzaron a descender. Krakauer le pidió a Harris que le cerrara la válvula de oxígeno para poder ahorrarlo. Harris accedió, pero por error abrió por completo la válvula.
Más tarde, Harris revisó algunas botellas de oxígeno cerca de la arista Sureste, y dijo que todas estaban vacías, cuando no lo estaban. Se cree que Harris sufría en ese momento de hipoxia, lo que explicaría algunas de las acciones irracionales que realizó. Esto, sin embargo, nunca fue comprobado.
Al regresar al campamento IV, Krakauer, posiblemente sufriendo los efectos de la hipoxia, creyó haberse topado con Harris en la arista sobre el campamento. Krakauer reportó haberlo visto caer sobre la arista hacia el campamento, ponerse de pie, y caminar tropezándose hacia el campamento. Krakauer, por su parte, tomó la ruta más larga de vuelta a las tiendas de campaña y les dijo a los otros en el campamento que Harris había regresado a salvo. En realidad, el escalador con el que se había topado fue el cliente de la expedición de Mountain Madness, Martin Adams. Por la mañana del 11 de mayo, después de buscarlo en el campamento, los escaladores en el campamento IV se dieron cuenta de que Harris se encontraba desaparecido.
El piolet y el anorak de Harris fueron encontrados cerca del cadáver de Rob Hall varios días después. Antes de morir, Hall mencionó que Harris había estado con él, pero que después había desaparecido. Al parecer, Harris subió para auxiliar a Rob Hall y a Doug Hansen al quedar atrapados por una tormenta en la parte alta de la montaña. Se desconoce con exactitud qué pasó con él, ya que su cuerpo jamás fue encontrado.
Krakauer, quien sobrevivió a la tragedia, escribió el libro Mal de altura donde relata lo ocurrido, apenas dos meses después. En él, se siente personalmente responsable por la muerte de Harris.

## Memorial
Un memorial fue construido a unos cuantos minutos de Gorakshep hacia el campamento base del Everest, en memoria de los miembros del equipo de Adventure Consultants que fallecieron durante la expedición: Andy Harris, Rob Hall, Doug Hansen y Yasuko Namba.

## Legado
En 1998, la Junta Geográfica de Nueva Zelanda nombró un pico de la Tierra de Victoria en honor a Harris. El pico Harris se encuentra entre el monte Hall, y el pico Ball, nombres asociados con otros compañeros de Harris.
Por su valor, Harris fue condecorado póstumamente con la Estrella del Valor en 1999, y su antigua escuela celebró un tributo especial en su honor.
En la película de 2015 Everest, Harris fue interpretado por el actor Martin Henderson.